# Caujac
 Caujac  es una población y comuna francesa, en la región de Midi-Pyrénées, departamento de Alta Garona, en el distrito de Muret y cantón de Cintegabelle.

## Demografía
| 335 | 343 | 315 | 324 | 373 | 437 |
| Para los censos de 1962 a 1999 la población legal corresponde a la población sin duplicidades (Fuente: INSEE [Consultar]) |     |     |     |     |     |

## Eventos culturales
Cada año, durante la primera semana de mayo, tiene lugar en la municipalidad la fiesta de las plantas y de las artesanarias. Esta fiesta fue introducida en el folclore local en 1996 por la iniciativa de Florence Coppel. 